# Correspondance (littérature)
Pour les articles homonymes, voir Correspondance (homonymie).

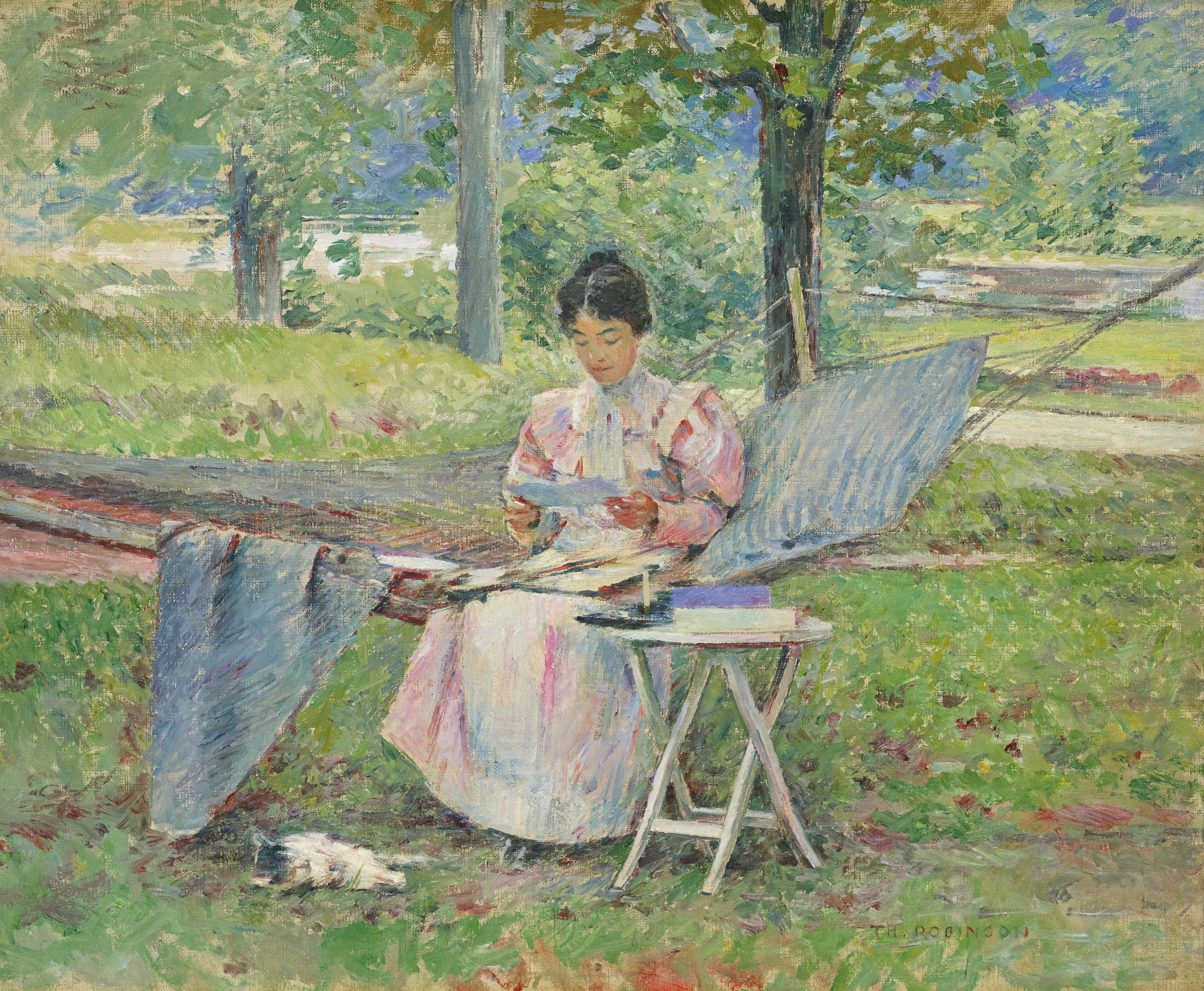
Peinture de Theodore Robinson datée de 1895 et intitulée Correspondence, montrant une femme en train de lire une lettre.

La correspondance, échange régulier de courrier, prend une signification particulière dans le champ de la littérature, selon qu'il s'agit d'une correspondance littéraire ou privée.

## Correspondance littéraire
Une correspondance peut devenir le support d'une œuvre épistolaire, si tant est que le contenu de ces lettres ait une valeur littéraire avérée (si les lettres sont fictives, on parlera de roman épistolaire). Sa forme, généralement brève, impose une manière particulière qui l'apparente à un genre à part entière :
- Lettres de Guez de Balzac, publiées sous leur première forme en 1624
- Lettres mêlées de Tristan L'Hermite, publiées en 1642

## Correspondance privée
L'étude de la correspondance privée — qu'elle soit destinée à des amis ou des parents, ou bien qu'il s'agisse d'une correspondance amoureuse — des grands auteurs, peut, hors de tout jugement littéraire, avoir néanmoins une valeur biographique significative en favorisant la connaissance d'un auteur et de son œuvre.

## Épistoliers fameux
- Cicéron : 931 lettres échelonnées de 68 à 43 av. J.-C.
- Héloïse et Abélard
- Madame de Sévigné : 1500 lettres écrites entre 1671 et 1696
- Madame du Deffand
- Jean de La Fontaine : Lettres à sa femme : Récit d'un voyage en Limousin
- Voltaire : plus de 15000 lettres de 1704 à 1778
- Diderot : Lettres à Sophie Volland, Lettres à Falconet
- George Sand : plus de 40 000 lettres connues et recueillies entre 1812 et 1876
- Gustave Flaubert : environ 4000 lettres de 1830 à 1880
- André Villeboeuf : auteur de lettres illustrées
- Marcel Proust[1]